# Colonnella
Colonnella é uma comuna italiana da região dos Abruzos, província de Teramo, com cerca de 3.239 habitantes. Estende-se por uma área de 21 km², tendo uma densidade populacional de 154 hab/km². Faz fronteira com Alba Adriatica, Controguerra, Corropoli, Martinsicuro, Monteprandone (AP).

## Demografia
| Variação demográfica do município entre 1861 e 2011                               |
|                                                                                   |
| Fonte: Istituto Nazionale di Statistica (ISTAT) - Elaboração gráfica da Wikipedia |